# Kỳ đà khổng lồ
Kỳ đà khổng lồ hay còn gọi là Nhông Úc (danh pháp hai phần: Varanus giganteus) là một loài thằn lằn trong họ Varanidae. Loài này được Gray mô tả khoa học đầu tiên năm 1845. Đây là loài bản địa Úc và là thằn lằn lớn thứ tư trên Trái Đất, sau rồng Komodo, varanus salvadorii và kỳ đà hoa. Tìm thấy phía tây của Great Dividing Range ở các khu vực khô cằn của Úc, chúng không phải là một loài thường thấy do chúng nhút nhát và ở xa khu vực sinh sống của con người.
Chúng có thể dài đến 2,5 m mặc dù độ dài trung bình khoảng 1,75 đến 2 m và nặng tới 15 kg (33 lb) - Trọng lượng tối đa có thể được hơn 20 kg (44 lb).

## Hình ảnh

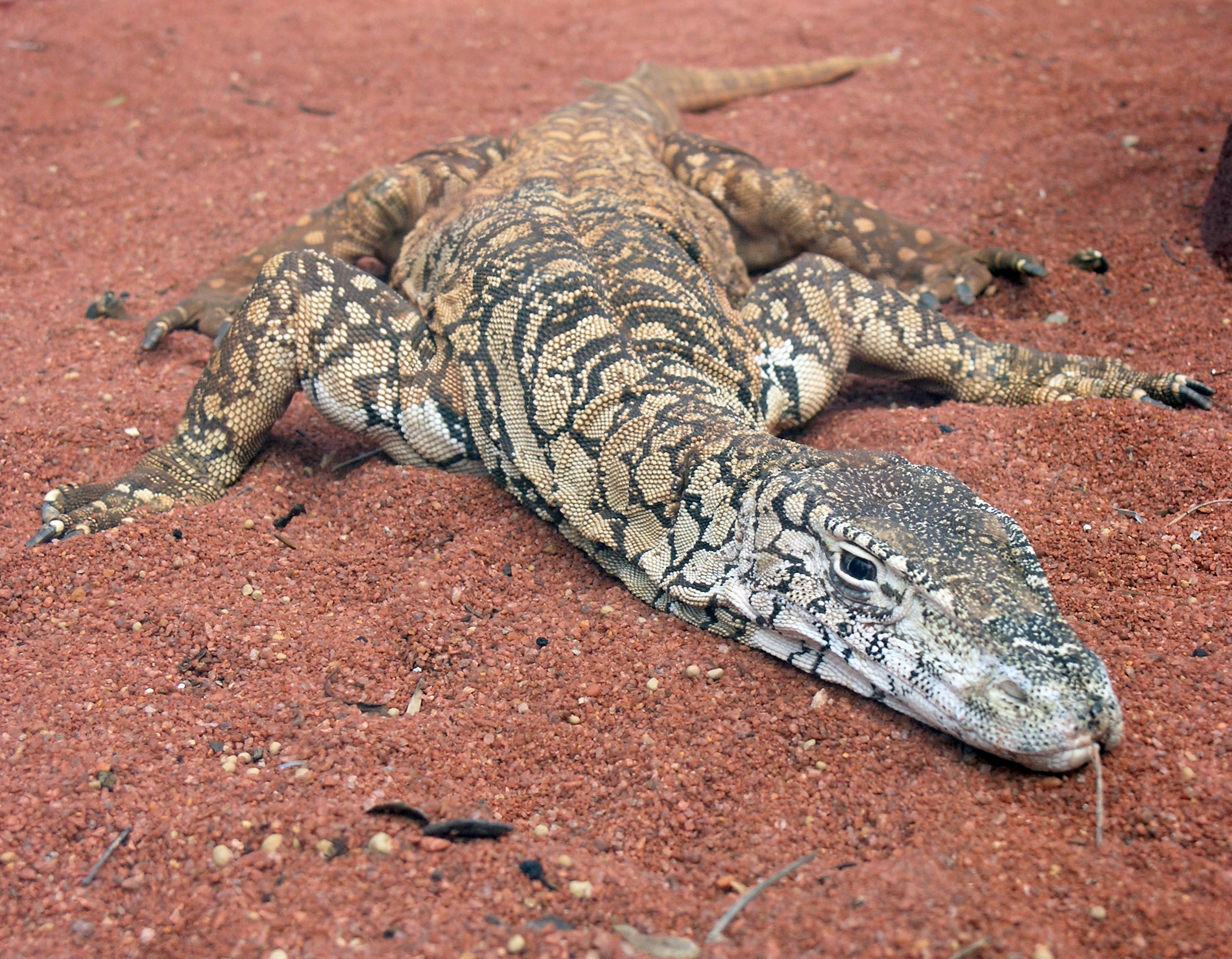
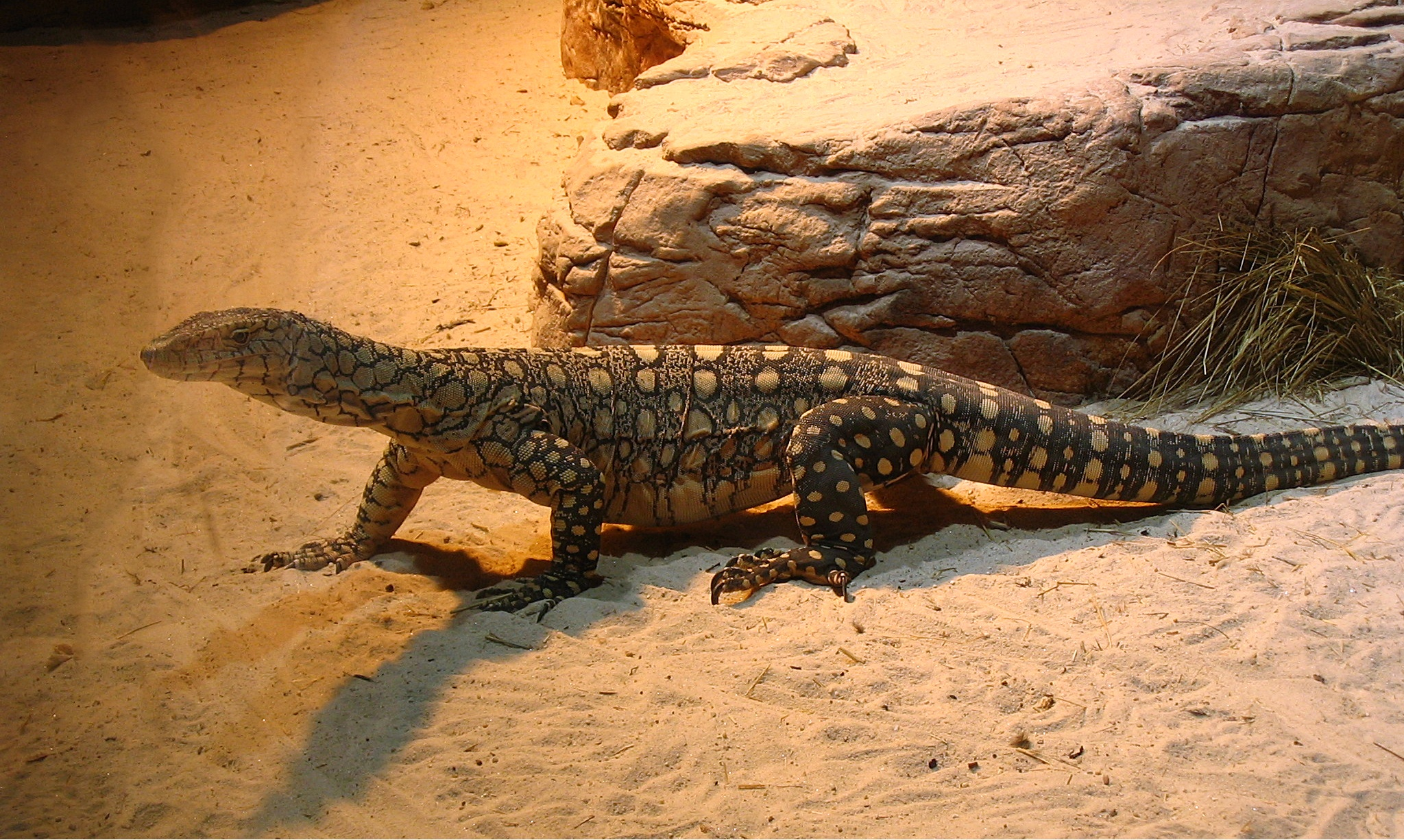
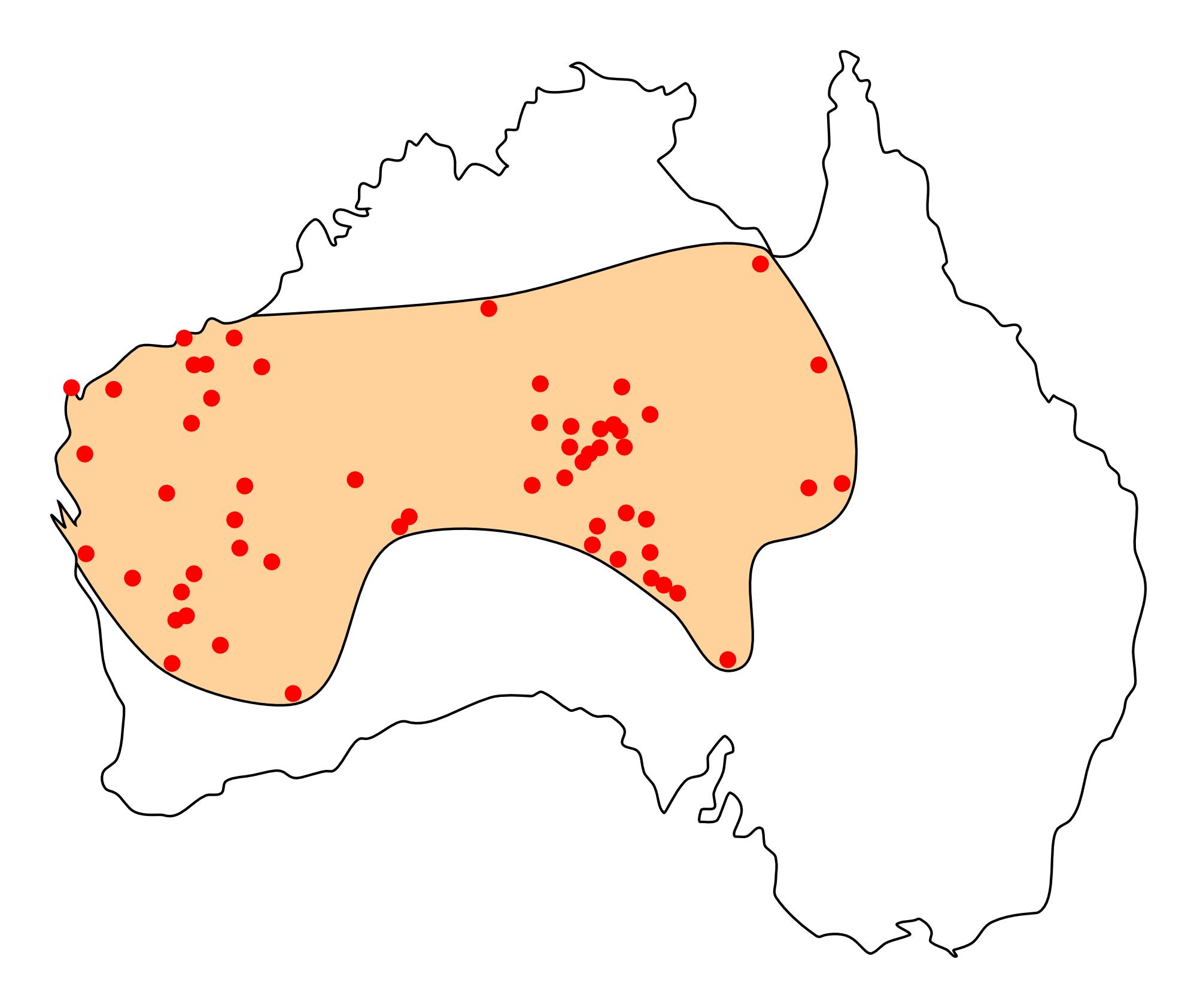
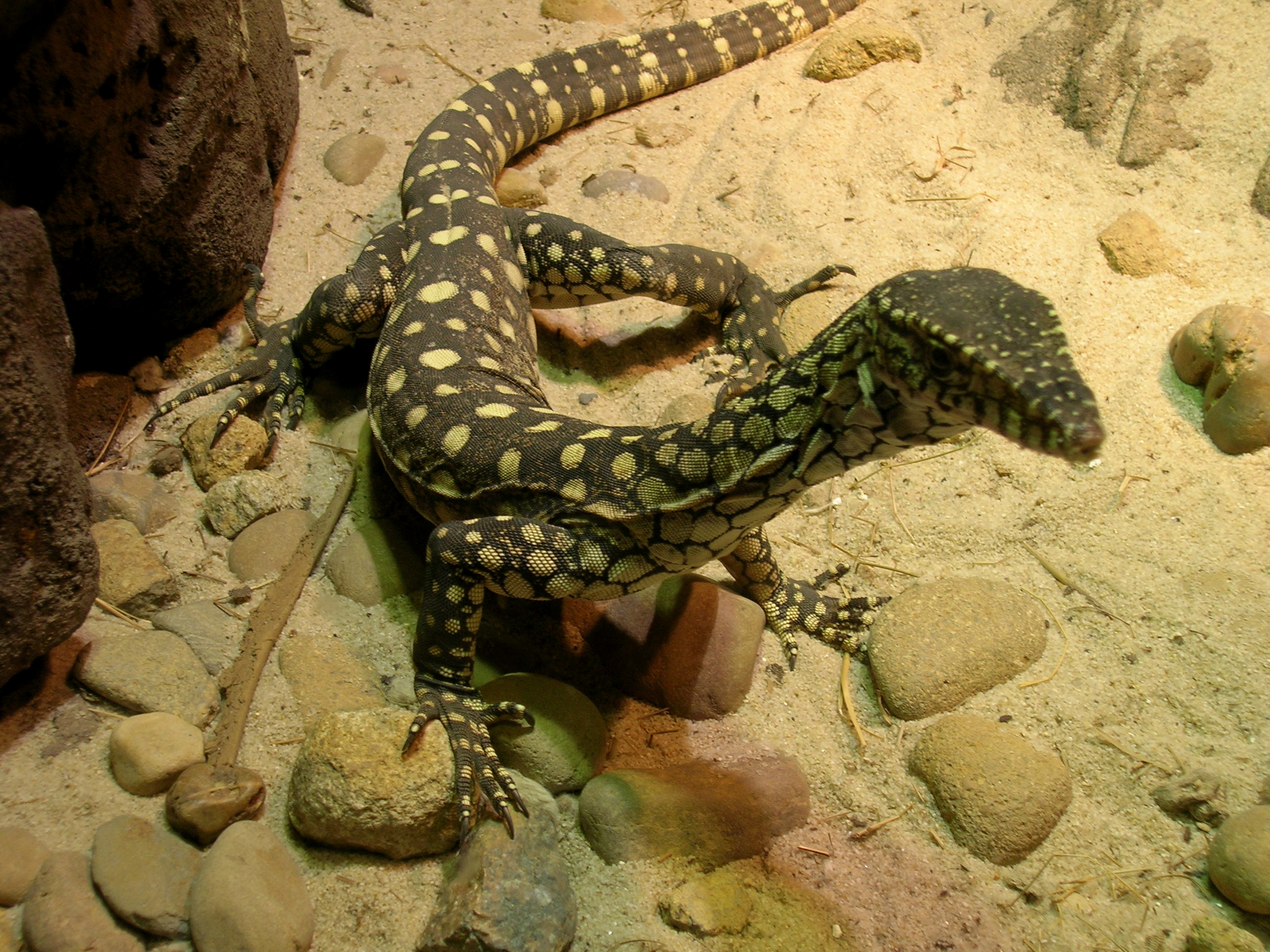
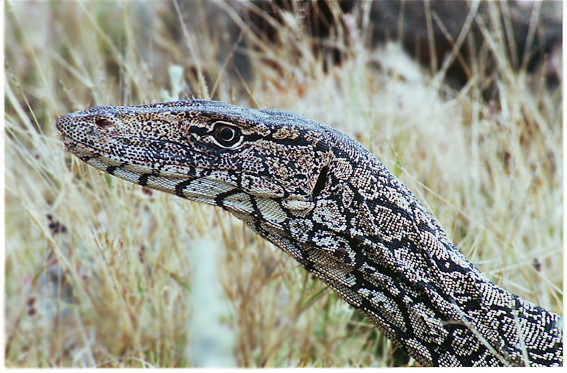